# Cridenbél
Cridenbél ['kʼrʼiðʼenvʼeːl] ist der Name einer keltischen Sagengestalt aus der Erzählung Cath maige Tuired („Die Schlacht von Mag Tuired“) im Mythologischen Zyklus der keltischen Mythologie Irlands.

## Mythologie
Cridenbél ist ein Dichter vom Volk der Túatha Dé Danann, der wegen seiner Schmähgedichte (glám dícenn oder áer) gefürchtet war. So zwingt er durch die Androhung einer solchen Schmähung den Dagda, ihm täglich die drei besten Bissen seiner Mahlzeit zu überlassen. Oengus, der Sohn des Dagda, rät seinem Vater, im Essen drei Goldstücke zu verstecken. Als Cridenbel diese hinunterschluckt, stirbt er daran. Der Dagda wird jedoch von der Anklage des Mordes freigesprochen, da er dem Dichter genau nach dem Wortlaut seines Versprechens die drei besten Bissen seiner Mahlzeit überlassen habe.